# Cartoon Network Studios
Cartoon Network Studios é um estúdio de animação pertencente à
Warner Bros. Television, divisão da Warner Bros. Animation. O estúdio é o principal responsável por produzir séries de televisão (principalmente séries de desenho animado) para o canal de televisão por assinatura Cartoon Network, também pertencente à Warner Bros. Discovery, surgindo originalmente como uma divisão da Hanna-Barbera em 1994.
Em julho de 2023 foi anunciado pelo Twitter do ex-diretor geral do Cartoon Network Studios, Brian A.Miller que a atual sede inaugurada em 2000, não seria mais a sede do Cartoon Network Studios a partir do dia 1° de agosto de 2023. O estúdio foi realocado para um lote da Warner Bros. Animation no Second Century Development, atualmente operando apenas como uma divisão com ambas as equipes de produção dos dois estúdios unificadas.